# Great Dunmow
Great Dunmow is een civil parish in het bestuurlijke gebied Uttlesford, in het Engelse graafschap Essex. De plaats telt 8830 inwoners.

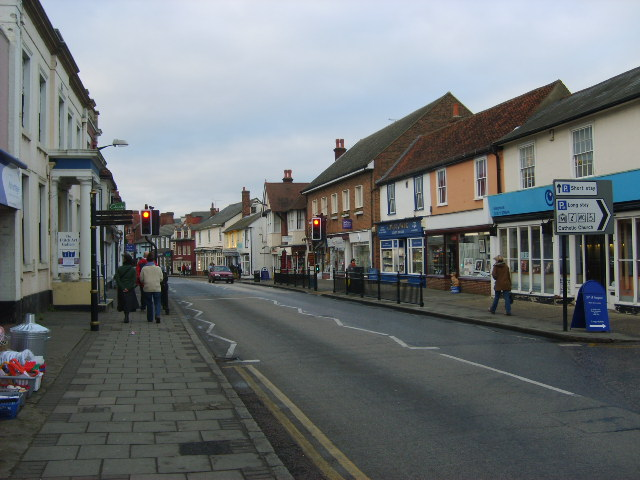
High Street
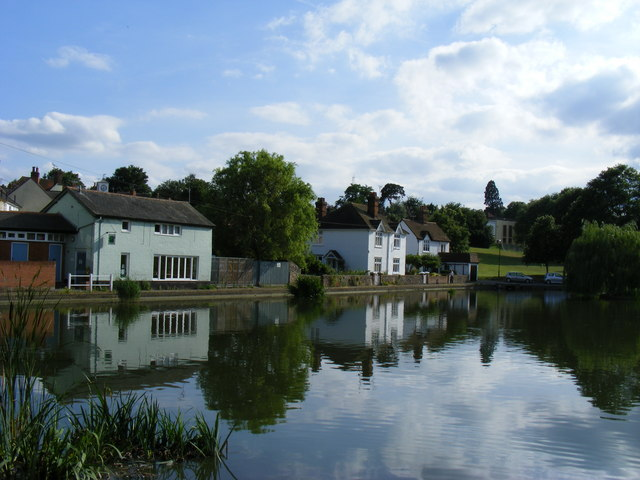
Doctor's Pond